# Хемистро
Хемистро (англ. Chemistro) — имя нескольких злодеев в вымышленной вселенной Marvel Comics.

## Вымышленная биография персонажей

### Кёртис Карр
Первый Хемистро, Кёртис Карр, родился в Канзас-Сити, Канзас. Работая химиком и исследователем на «Mainstream Motors», он создал "алхимический пистолет", способный преобразовать материю из одной формы в другую неизвестным процессом (древесина в стекли и так далее). Гораций Клеймор, президент компании, был впечатлен, пока Кёртис не заявил о своем намерении оставить устройство при себе. Клеймор утверждал, что, поскольку пистолет был сделан в рабочее время, то он принадлежал компании. Когда Клеймор уволил его, Кёртис принял личность Хемистро, чтобы отомстить и выманить денег у его бывших работодателей.
В бою с Люком Кейджем, Хемистро случайно выстрелил из своего алхимического пистолета себе в правую ногу, преобразовав её в сталь, хотя нестабильный характер превращения вскоре заставил её рассыпаться в прах, оставив его калекой. Карр был арестован и в тюрьме был избит его сокамерником Арчем Мортоном для выявления средств, с помощью которых алхимический пистолет работал. Мортон взял личность Хемистро, и Карр изобрел устройство "Нуллификатор", которое позволило Кейджу победить Мортона.
Алхимический пистолет Кёртиса был позже украден его младшим братом Келвином, который стал третьим Хемистро. Кёртис помог Кейджу и Железному Кулаку победить Келвина.
Позже, Кёртис приехал работать в подразделении Старк Энтерпрайзис в качестве ученого и Директора по Исследованиям и Развитию в Старк Простетикс в Денвере, Колорадо. Он создал искусственный протез, чтобы заменить свою недостающую ногу. Старк Простетикс подвергся нападению Крушителя во время "Актов Возмездия", когда Кингпин послал его напасть на Железного Человека. Кёртис помог Железному Человеку и Джиму Роудсу победить Вредителя и Келвина, хотя Келвин разрушил левую ногу Кёртиса. После этого нападения, Кёртис сделал другой протез для его левой ноги.

### Арчибальд Мортон
Арчибальд "Арч" Мортон родился в Шеридане, Вайоминг, и стал профессиональным преступником, и был посажен в тюрьму. Он вынудил Кёртиса Карра раскрыть секрет его алхимического пистолета, когда они были сокамерниками. Освободившись из тюрьмы, Мортон попытался скопировать алхимический пистолет, но он взорвался в его руке, предоставив ему сверхчеловеческие силы и позволив ему преобразовывать вещества через прикосновения. Он сражался против Люка Кейджа от имени Барона. Мортон был в конечном счете арестован, в значительной степени благодаря помощи оригинального Хемистро.

### Келвин Карр
Келвин Карр, младший брат Кёртиса, украл алхимический пистолет и взял имя Хемистро. Он приступил к преступной карьере и сражался против Люка Кейджа и Железного Кулака. Кёртис вмешался и помог героям помешать планам своего брата.
Алхимический пистолет Кёртиса был превращен в запястные бластеры Чародеем, который послал его и Крушителя напасть на Железного Человека и Джима Роудса во время "Актов Возмездия". Кёртис помог героям, а Келвин разрушил другую ногу Кёртиса, но сдался, когда он был побежден Железным Человеком.
Келвин был нанят Капюшоном, чтобы использовать в своих интересах в разделенном обществе супергероев из-за Закона о Сверхчеловеческой Регистрации.
Хемистро сообщает Капюшону о заговоре Филина продать продать Дезлока, которого он украл из Щ.И.Т.а на торгах. Поскольку Филин не получил разрешения от его нового преступного синдиката, Капюшон решает прийти на без приглашения на аукцион. Посылая Мадам Маску, Багровый Плащ, Бурана и Доктора Джонса Харроу в качестве доверенных лиц, он легко заманивает в засаду и посылает Филина.
Джон Кинг и Капюшон возобновляют работу в задней комнате захудалого бара, где им противостоит любопытный Росомаха, который подслушивает их планы по запуску Дезлока через лобби Башни Мстителей. Они сбегают, стреляя в Росомаху и принимая форму Нистанти, который первоначально владел его капюшоном, используя эту форму, чтобы сбежать.
Хемистро предлагает, чтобы они изменили свой план и вместо этого использовали Дезлока, чтобы ограбить федеральный резервный банк под Зданием Бакстера. В процессе они получают более чем 15 миллионов наличными и теряют Дезлока в образовавшемся хаосе. Он помог им сражаться против Новых Мстителей, но был повержен Доктором Стрэнджем.
В Secret Invasion, он один среди многих суперзлодеев, которые воссоединились с преступным синдикатом Капюшона и напали на вторгшуюся силу Скруллов.
Он объединяется с бандой Капюшона в нападении на Новых Мстителей, которые ожидали Темных Мстителей вместо них. Он позже создает истощающую силу ловушку, которая предназначалась для Темных Мстителей, но в конечном итоге, в неё попались Новые Мстители. Хемистро был замечен во время Осады Асгарда, как часть преступного синдиката Капюшона. Позже Келвин, как показано, был арестован вместе с другими членами банды Капюшона армией США.
Во время сюжетной линии Shadowland, Хемистро был замечен в качестве члена Флешмоба (группа бывших противников Люка Кейджа, состоящая из Чеширского Кота, Команча, Донтрелла "Таракана" Гамильтона, Мистера Рыбы и Копья), когда они противостоят новому Силачу на крыше. Хотя Хемистро использовал свой алхимический пистолет, чтобы освободить Железного Кулака и Люка Кейджа, он был обезоружен Силачом. Хемистро был заключен в тюрьму на Острове Райкера. Хотя адвокат Мистер Донован Ночной Тени упомянул, что принял меры, чтобы Хемистро был выпущен с Острова Райкера.
Во время сюжетной линии Spider-Island, Хемистро был среди злодеев, которые были заражены клопами, которые даровали паучьи силы им. Он вместе с Чеширским Котом, Команчем, Щитомордником, Донтреллом "Тараканом" Гамильтоном, Мистером Рыбой II, Ночной Тенью и Копьем в конечном итоге сражался против Героев по Найму.
Хемистро был среди злодеев Железного Человека, нанятый на работу Мандарином и Зиком Стейном, чтобы участвовать в заговоре с целью повергнуть Железного Человека. Хемистро попытался убить Тони Старка (кто должен был забрать его броню для юридических вопросов) вместе с Боксером. Новый Железный Человек прибыл и спас Старка, но и также убил Хемистро.

## Силы и способности
Оригинальный Хемистро, Кёртис Карр, является одаренным ученым с учеными степенями в области химии, физики и машиностроении. Он - высококфалифицированный изобретатель и построил свой алхимический пистолет, который запускает радиацию, которая в состоянии преобразовать любое вещество в любую другую форму материи. Он также построил винтовку-"нуллификатор", которая в состоянии нейтрализовать и полностью изменить эффекты алхимического пистолета силы преобразования Арча Мортона. Устройства кибернетически связаны с пользователем, позволяя ему делать любое преобразование, которое он может вообразить. Преобразованный материал, как правило, превращается в пыль после воздействия высокой температуры или после определенного количества времени. Поэтому его алхимический пистолет не может быть использован только для преобразования вещества, такие как превращение свинца или камня в золото. Как Высокотехнологичный, Кёртис Карр использовал бронированный экзоскелет-костюм  и различные устройства своего собственного изобретения.
Арчибальд Мортон был одарён способностью преобразовывать вещества прикосновением своей левой руки после того, когда его экспериментальная версия алхимического пистолета взорвалась.
Третий Хемистро, Келвин Карр, использовал ряд запястных бластеров, разработанных Бураном, которые функционировали точно также, как и алхимический пистолет его брата.

## Другие версии

### Дом М: Мастера Зла
Версия Келвина Карра Хемистро появляется в качестве члена Мастеров Зла Капюшона.

## Вне комиксов

### Телевидение
- Версия Кёртиса Карра Хемистро появляется в мультсериале «Мстители: Могучие Герои Земли», в эпизодах "Побег, Часть 1", "Земля Заложников" и "Акты Возмездия", озвученный Ноланом Нортом. Он - член Мастеров Зла.